# (9065) 1993 FN1
A (9065) 1993 FN1 a Naprendszer kisbolygóövében található aszteroida. Seiji Ueda és Hiroshi Kaneda fedezte fel 1993. március 25-én.